# Dolichocephala monae
Dolichocephala monae är en tvåvingeart som beskrevs av Joost 1981. Dolichocephala monae ingår i släktet Dolichocephala och familjen dansflugor.
Artens utbredningsområde är Armenien. Inga underarter finns listade i Catalogue of Life.